# Pravilo delta
Pravilo delta služi za izračun optimalnih uteži v enoslojni nevronski mreži oziroma v perceptronu. Uteži so prosti parametri, ki jih želimo izbrati tako, da bo nevronska mreža delovala čim natančneje. Sprva imajo uteži naključne vrednosti, nato pa jih postopoma korigiramo po pravilu:
{\displaystyle \Delta w_{ji}=\alpha (t_{j}-y_{j})g'(h_{j})x_{i}\,},
kjer pomeni:
{\displaystyle \alpha }, konstanta med vrednostjo 0 in 1, imenovana hitrost učenja
{\displaystyle g(x)}, aktivacijska funkcija nevrona
{\displaystyle t_{j}}, želena izhodna vrednsot
{\displaystyle h_{j}}, utežena vsota nevronovih vhodov
{\displaystyle y_{j}}, dejanska izhodna vrednost
{\displaystyle x_{i}\,i}-ti vhod.